# Виельгорский, Юрий Михайлович
Граф Юрий Михайлович (Ежи Винцентий) Виельгорский (пол. Jerzy Wincenty Wielhorski; 1753—1807) — польский, а затем российский государственный деятель; писарь польный литовский (1783—1790), консуляр (советник) Тарговицкой конфедерации (1792), староста каменецкий, обер-гофмаршал и сенатор Российской империи.

## Биография
Представитель польского шляхетского рода Виельгорских герба «Кердея». Старший сын литовского великого кухмистра графа Михаила Виельгорского (1728—1794) от первого брака его с княжной Елизаветой (Эльжбетой) Огинской (1731—1771). Занимал должность писаря польного литовского (лат. notarius campestris). Принадлежа к партии противников Польской конституции 1791 года, после её принятия вошёл в состав делегации оппозиционеров, отправившейся в Санкт-Петербург для встречи с Екатериной II; затем был одним из видных деятелей Тарговицкой конфедерации.
В 1792 году назначен конфедерацией чрезвычайным и полномочным послом Польши в Санкт-Петербурге. Во время Восстания Костюшко в 1794 году заочно приговорён, вместе с семью другими виднейшими фигурами пророссийской партии, к смертной казни, которая была проведена in effigie 29 сентября. После Третьего раздела Польши, в мае 1794 года перешёл на русскую службу и 18 июля того же года был пожалован в действительные камергеры. За неделю до пожалования Виельгорского в камергеры, в Царскосельской придворной церкви состоялся обряд принятия православия четырёх малолетних сыновей графа, причем восприемницей была сама императрица.
Император Павел I пожаловал Виельгорского в день своего восшествия на престол в гофмаршалы, в 1797 году — в обер-гофмаршалы, а вскоре возвел его малолетних сыновей в звание рыцарей Мальтийского ордена. 6 августа 1798 года был уволен императором от придворной службы уехал в Вильну, где оставался до восшествия на престол императора Александра I. Был пожалован в сенаторы, с назначением для присутствования в Межевом Департаменте; в феврале 1804 года Виельгорский был пожалован в действительные тайные советники, но вскоре, по болезни, уволен от службы.
Граф Виельгорский был одним из образованных людей своего времени, был известен как любитель искусств и музыкант-дилетант, один из учредителей Санкт-Петербургского филармонического общества. Он написал несколько пьес, из которых наибольшим успехом пользовалась «Olympie», работал над сочинением «О воспитании российского дворянского юношества», но не успел его опубликовать. Музыкальные наклонности Виельгорского унаследовали его сыновья.

## Семья
Был дважды женат и имел восемь детей:
1. жена с 9 января 1788 года графиня Софья Дмитриевна Матюшкина (02.11.1755 — 26.03.1796), дочь графа Дмитрия Михайловича Матюшкина (1725—1800), тайного советника и камергера, от брака с княжной Анной Алексеевной Гагариной (1722—1804), статс-дамой и обер-гофмейстериной. Говорили, что императрица сама устроила брак Виельгорского и выбрала для него в супруги Матюшкину, знаменитую красавицу и одну из своих приближенных фрейлин, чем упрочила его положение при дворе. В своем дневнике статс-секретарь А. Храповицкий 24 ноября 1787 года писал, что «Виельгорский, сватающийся за Матюшкину явился бездельником и берет её только для денег; он писал к любовнице своей, да ещё к другой, на которой был помолвлен. Он в одно время трёх обманывает»[1]. По отзыву французского дипломата Мари де Корберона, в молодости графиня Матюшкина была очень хорошенькой, любезной и веселой. Будучи неисправимо легкомысленной и, обладая романтическими наклонностями, она вечно была в кого-то влюблена, при этом очень бойко говорила о любви, кокетстве и любовниках, точно модная парижская дама[2]. Скончалась в Петербурге через три недели после родов от лихорадки и была похоронена в Александро-Невской лавре[3]. В браке имела семерых детей, который остались на попечении бабушки графини Матюшкиной, все они были милы и очень дружны между собой[4].
  - Михаил Юрьевич (1788—1856), меценат, библиофил, масон, певец и музыкант.
  - Юрий Юрьевич (1789—1808)
  - Иосиф Юрьевич (1790—1816), умер от чахотки.
  - Александр Юрьевич (1792—179.)
  - Матвей Юрьевич (1794—1866), шталмейстер, виолончелист и композитор.
  - Елизавета Юрьевна (1795—1809), умерла от чахотки.
  - Дарья (Доротея) Юрьевна (1796 — после 1818), с 1812 года замужем за Сергеем Аполлоновичем Волковым (1788—1854).
2. жена Елизавета Станиславовна Сиверс (1766[5] — 1806), полька по происхождению, дочь маршала Полоцкого наместничества Станислава Снарского, вдова Сиверса; славилась в Петербурге своей красотой. Её сестра Антуанетта (1779—1855) была замужем за генералом П. Х. Витгенштейном. В браке имела одного сына.
  - Александр Юрьевич (Эдуард-Георгий) (1802—1821), чиновник архива Министерства иностранных дел.

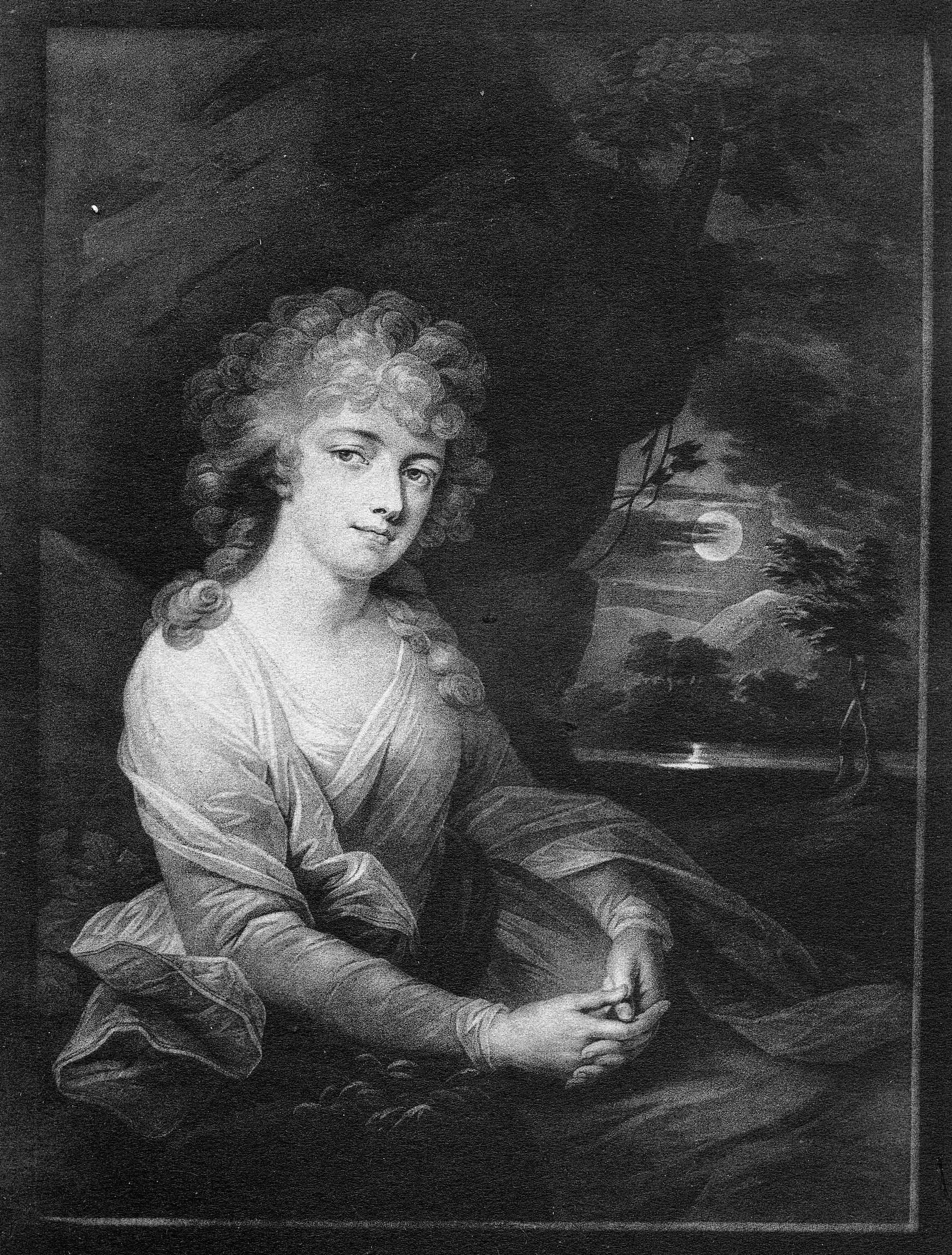
Софья Дмитриевна, 1-я жена
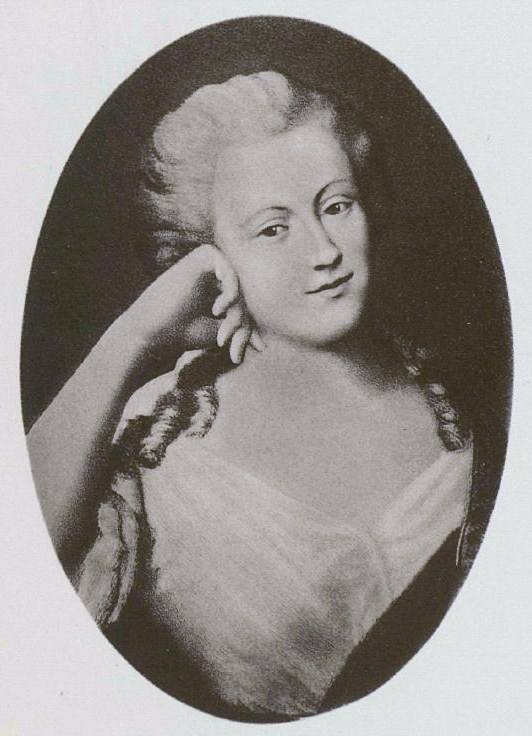
Елизавета Снарская, 2-я жена
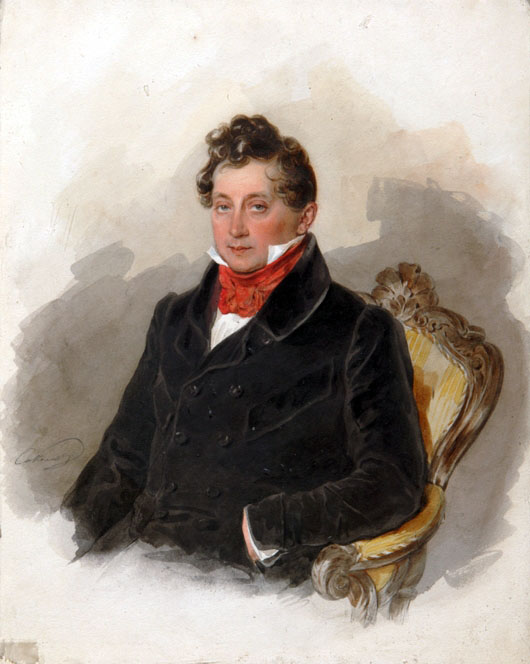
Михаил Юрьевич, сын
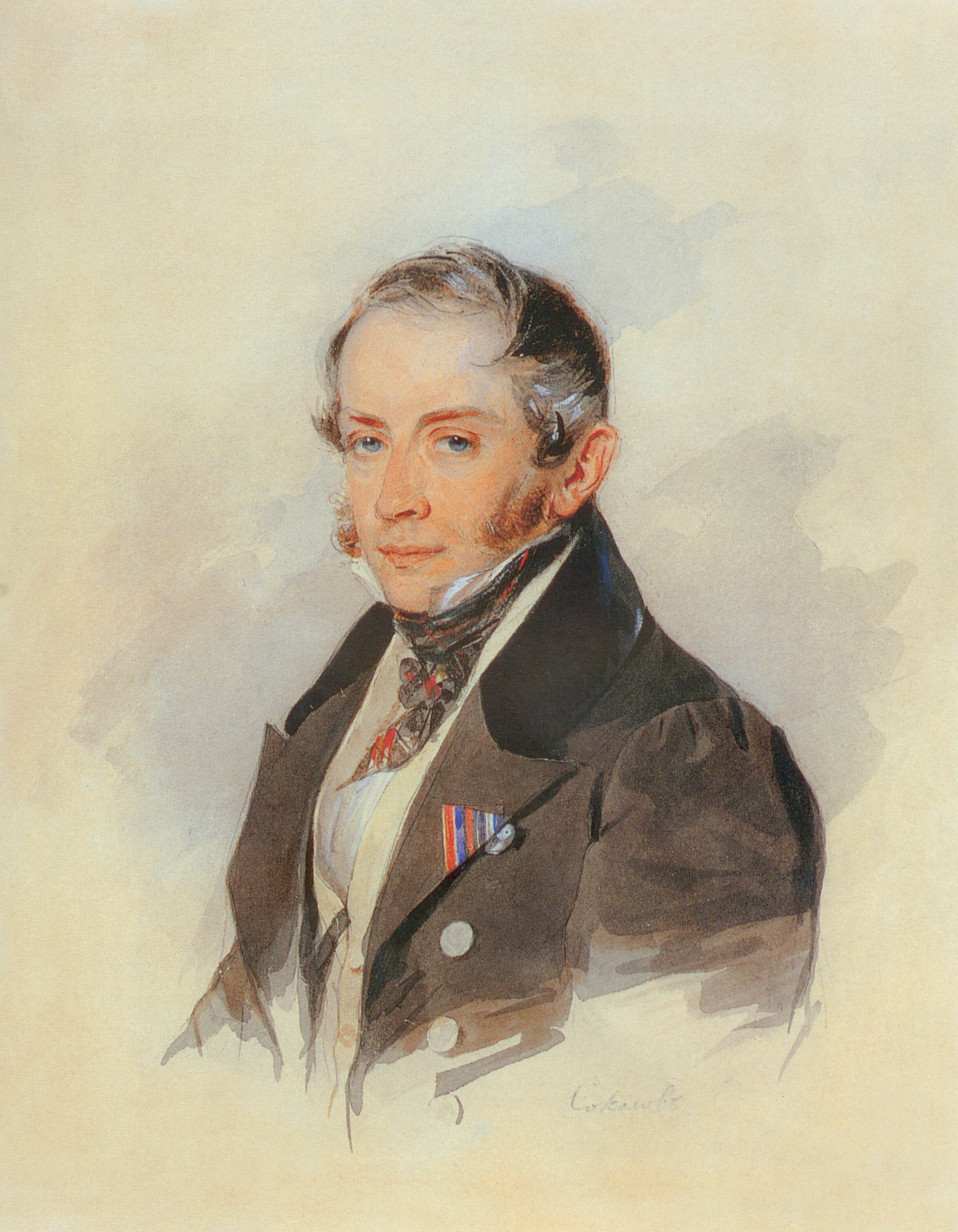
Матвей Юрьевич, сын